# 芝加哥浩室
芝加哥浩室（英語：Chicago house）指的是20世纪80年代中后期在芝加哥产生的浩室音乐。该术语通常用于指代来自该地区的原创浩室音乐唱片骑师（DJ）和音乐制作人，例如罗恩·哈迪和乐队组合Phuture。

## 历史和起源

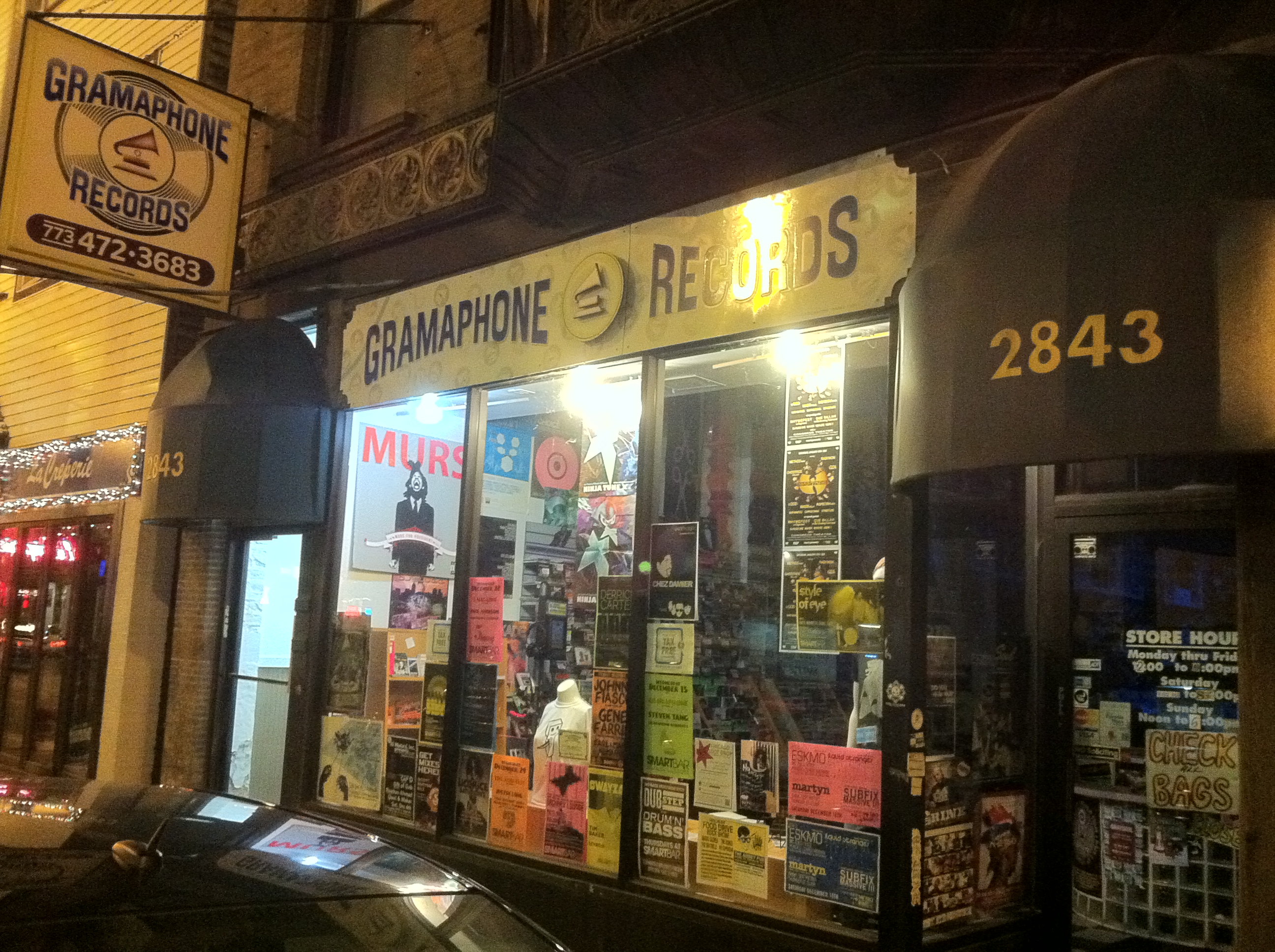
留声机唱片 (商店)是芝加哥浩室唱片的发源地

1979年中，芝加哥举办了迪斯科销毁之夜，迪斯科音乐的主流受欢迎程度开始下降。20世纪80年代初，发行的迪斯科唱片越来越少，但这种音乐类型在芝加哥的一些夜总会和至少一家电台WBMX调频广播上仍然很受欢迎。